# Naoki Sōma
Naoki Sōma (相馬 直樹 Sōma Naoki?,  nacido el 19 de julio de 1971 en Shizuoka, Shizuoka) es un exfutbolista y actual entrenador japonés. Jugaba de defensa o centrocampista y su último club fue el Kawasaki Frontale de Japón. Actualmente dirige al Machida Zelvia de la J2 League de Japón.

## Trayectoria
Jugó 58 partidos y marcó 4 goles para el equipo nacional japonés entre 1995 y 1999, entre ellos tres en la Copa Mundial de la FIFA 1998. Jugó 289 partidos y marcó 15 goles en Liga División 1, y se convirtió en uno de los principales jugadores en gloriosa era de Kashima Antlers.
Se retiró a finales de 2005 luego de jugar para el Kawasaki Frontale, luego de estar un año en dicho equipo, llegando a disputar 27 partidos sin ningún gol.
Luego en su período de director técnico ha estado en Machida Zelvia, Kawasaki Frontale y Montedio Yamagata este último como asistente.

## Clubes

### Como jugador
| Club              | País  | Año         |
| ----------------- | ----- | ----------- |
| Kashima Antlers   | Japón | 1994 - 2002 |
| Tokyo Verdy       | Japón | 2002        |
| Kashima Antlers   | Japón | 2003        |
| Kawasaki Frontale | Japón | 2004 - 2005 |

### Como técnico
| Club                | País  | Año         |
| ------------------- | ----- | ----------- |
| F.C. Machida Zelvia | Japón | 2010        |
| Kawasaki Frontale   | Japón | 2011 - 2012 |

## Estadísticas

### Selección nacional
Fuente:
| Selección de Japón | Selección de Japón | Selección de Japón |
| Año                | Part.              | Goles              |
| ------------------ | ------------------ | ------------------ |
| 1995               | 9                  | 0                  |
| 1996               | 13                 | 2                  |
| 1997               | 21                 | 1                  |
| 1998               | 10                 | 1                  |
| 1999               | 5                  | 0                  |
| Total              | 58                 | 4                  |

#### Participaciones en fases finales
| Torneo                         | Sede                   | Resultado        | Partidos | Goles |
| ------------------------------ | ---------------------- | ---------------- | -------- | ----- |
| Copa Rey Fahd 1995             | Arabia Saudita         | Primera fase     | 0        | 0     |
| Copa Asiática 1996             | Emiratos Árabes Unidos | Cuartos de final | 4        | 1     |
| Copa Mundial de Fútbol de 1998 | Francia                | Primera fase     | 3        | 0     |
| Copa América 1999              | Paraguay               | Primera fase     | 1        | 0     |